# المحقق ميت فعلا (رواية خفيفة)
المحقق ميت فعلاً (باليابانية: 探偵はもう、死んでいる، بالروماجي: Tantei wa Mō, Shindeiru)، سلسلة روايات خفيفة يابانية من كتابة «نيغوجو» ورسوم «أوميبوزو»، تصدر ضمن علامة إم إف بونكو جاي [الإنجليزية] المطبوعة لدار نشر ميديا فاكتوري، وصدر منها 5 مجلدات منذ نوفمبر 2019، تم ترخيصها في أمريكا الشمالية من قبل ين بريس [الإنجليزية].
حصلت الرواية على مانغا من رسوم «موغيكو» تصدر في مجلة مانغا السينين كوميك ألايف الشهرية لدار نشر ميديا فاكتوري إبتداءً من شهر مايو 2020، وصدر منها 3 مجلدات تانكوبون حتى أغسطس 2021، حصلت الرواية على مسلسل أنمي تلفزيوني من إنتاج ستوديو إينغي تم عرضه بين يوليو وسبتمبر 2021.

## القصة
تدور قصة الرواية حول شخصية «كيميهيكو كيميزوكا»، طالب في السنة الثالثة من المدرسة الثانوية ومساعد لمحققة سابقاً تدعى «سيستا»، تعّرف عليها في طائرة مخطوفة وذهب الاثنان في مغامرة تلو الأخرى تتحدى الموت لمدة ثلاث سنوات إنتهت بموت «سيستا» بشكل مفاجئ، ليبقى «كيميهيكو» وحده يبذل جهده ليعود إلى حياته الطبيعية مرة أخرى.

## الشخصيات
كيميهيكو كيميزوكا (君塚 君彦، Kimizuka Kimihiko)
أداء صوتي: شين ناغاي
سيستا (シエスタ، Shiesuta)
أداء صوتي: ساكي مياشيتا
ناغيسا ناتسوناغي (夏凪 渚، Natsunagi Nagisa)
أداء صوتي: أيانا تاكيتاتسو
يوي سايكاوا (斎川 唯، Saikawa Yui)
أداء صوتي: كانون تاكاو
شارلوت أريساكا أندرسون (シャーロット・有坂・アンダーソン، Shārotto Arisaka Andāson)
أداء صوتي: ساهو شيراسو
فوبي كاسي (加瀬風靡، Kase Fūbi)
أداء صوتي: ماي فوتشيغامي
هيل (ヘル، Heru)
أداء صوتي: يوميري هاناموري
كوموري (コウモリ، Koumori)
أداء صوتي: يوشيتسوغو ماتسوؤكا
كاميليون (カメレオン، Kamereon)
أداء صوتي: تاكيهيتو كوياسو
كيربيروس (ケルベロス، Keruberosu)
أداء صوتي: جوجي ناكاتا
أليشيا (アリシア، Arishia)
أداء صوتي: ماريا ناغاناوا

## إعلام

### الرواية الخفيفة
الرواية الخفيفة من تأليف وكتابة «نيغوجو» ورسوم «أوميبوزو»، تصدر من خلال علامة إم إف بونكو جاي [الإنجليزية] المطبوعة الصادرة عن دار نشر ميديا فاكتوري، وتم ترخيصها في أمريكا الشمالية من قبل ين بريس [الإنجليزية].

#### قائمة مجلدات الرواية الخفيفة
| م. | الإصدار الياباني | الإصدار الياباني       | الإصدار الإنجليزي | الإصدار الإنجليزي      |
| م. | تاريخ الإصدار    | ردمك                   | تاريخ الإصدار     | ردمك                   |
| -- | ---------------- | ---------------------- | ----------------- | ---------------------- |
| 1  | 25 نوفمبر 2019   | ISBN 978-4-04-064196-6 | 22 يونيو 2021     | ISBN 978-1-97-532575-6 |
| 2  | 24 يناير 2020    | ISBN 978-4-04-064328-1 | 19 أكتوبر 2021    | ISBN 978-1-97-532577-0 |
| 3  | 25 يونيو 2020    | ISBN 978-4-04-064593-3 | 22 فبراير 2022    | ISBN 978-1-97-532580-0 |
| 4  | 25 نوفمبر 2020   | ISBN 978-4-04-680016-9 | —                 | —                      |
| 5  | 25 مايو 2021     | ISBN 978-4-04-680440-2 | —                 | —                      |
| 6  | 25 نوفمبر 2021   | —                      | —                 | —                      |

### مانغا
تم تحويل الرواية إلى مانغا متسلسلة من قبل المانغاكا «موغيكو» تصدر في مجلة مانغا السينين كوميك ألايف الشهرية لدار نشر ميديا فاكتوري إبتداءً من مايو 2020، وجمعت فصولها حتى الآن في مجلد تانكوبون واحد.
| م. | الإصدار الياباني | الإصدار الياباني       | الإصدار الإنجليزي | الإصدار الإنجليزي      |
| م. | تاريخ الإصدار    | ردمك                   | تاريخ الإصدار     | ردمك                   |
| -- | ---------------- | ---------------------- | ----------------- | ---------------------- |
| 1  | 21 نوفمبر 2020   | ISBN 978-4-04-680007-7 | 19 أكتوبر 2021    | ISBN 978-1-97-533741-4 |
| 2  | 21 مايو 2021     | ISBN 978-4-04-680379-5 | —                 | —                      |
| 3  | 21 يوليو 2021    | ISBN 978-4-04-680634-5 | —                 | —                      |

مانغا أخرى بعنوان «المحقق ميت فعلاً -الذكرى المفقودة-» من رسوم «بوني» بدأت بالصدور في مجلة كوميك ألايف الشهرية منذ 27 يناير 2021، وجمعت فصولها في مجلد تانكوبون واحد.
| م. | تاريخ الإصدار بالياباني | ردمك بالياباني         |
| -- | ----------------------- | ---------------------- |
| 1  | 21 مايو 2021            | ISBN 978-4-04-680505-8 |
| 2  | 21 أكتوبر 2021          | ISBN 978-4-04-680939-1 |

### أنمي
أعلن يوم 20 يناير 2021 عن إنتاج مسلسل أنمي تلفزيوني مبني على هذه الرواية من في إستوديو إينغي، من إخراج "مانابو كوريهارا"، وكتابة ديكو أكاو [الإنجليزية]، تصميم الشخصيات من قبل "يوسوكي إيتو"، أما الموسيقى من ألحان "يويو و"ناوكي تاني" و"تاتسويا يانو"، أغنية مقدمة الأنمي بعنوان (نعيش هنا؛ Koko de Ikiteru) من أداء "ماري × جون-ياكيتوري" بناءًا على ألحان وكلمات منتج فوكالويد "جون-ياكيتوري"، بينما أغنية النهاية بعنوان (نبضات قلب؛ Kodō) من أداء "ناغورا نانا".
عرض الأنمي على المحطات التلفزيونية اليابانية آي تي-إكس، بي-إس إن-تي-في، طوكيو إم-إكس بين 4 يوليو و19 سبتمبر 2021، الحلقة الأولى منه عرضت كحلقة خاصة بطول ساعة.

#### قائمة الحلقات
القسم الأول من الحلقة الأولى، والحلقة الثانية إلى الحلقة الرابعة غطت أحداث المجلد الأول من المانغا، بينما القسم الثاني من الحلقة الأولى والحلقة الخامسة والسادسة غطت أحدات المجلد الثاني منها.
| ر. الإجمالي | العنوان                                                                               | العنوان الياباني | المخرج                       | الكاتب                 | لوحة قصصية                  | تاريخ العرض الأصلي [ 25 ] |
| ----------- | ------------------------------------------------------------------------------------- | --- | ---------------------------- | ---------------------- | --------------------------- | ------------------------- |
| 1           | «أيها السادة الركاب، هل يوجد بينكم محقق؟ كشف الستار عن فصل رومانسية الشباب الكوميدية» | お客様の中に、探偵の方はいらっしゃいませんか? Okyaku-sama no Naka ni, Tantei no Kata wa Irasshaimasen ka? 開幕、青春ラブコメ編 Kaimaku, Seishun Rabukome-hen | شين-إيتشي فُكُموتو مارينا ماكي | ديكو أكاو [الإنجليزية] | مانابو كوريهارا رين تيراوكا | 4 يوليو 2021              |
| 2           | «سأتذكر كل هذا إلى الأبد»                                                             | 今も、ずっと、憶えてる Ima mo, Zutto, Oboeteru | فوميو إتوه                   | ديكو أكاو              | فوميو إتوه                  | 11 يوليو 2021             |
| 3           | «تلك جودة يوي-نيا»                                                                    | それが、唯にゃクオリティ Sore ga, Yui-nya Kuoriti | سوتا يوكوتي                  | هيروأكي ناغاشيما       | إيتشيزو كوباياشي            | 18 يوليو 2021             |
| 4           | «ما تراه تلك العين»                                                                   | その瞳に視えているもの Sono Hitomi ni Miete Iru Mono | ريوتا ياماموتو               | نانتو تيرانيشي         | توشيهيكو ماسودا             | 25 يوليو 2021             |
| 5           | «ذلك من أجل المستقبل بعد عام»                                                         | それは一年後の未来へ向けた Sore wa Ichinen-go no Mirai e Muketa                                                                                              | يوكي كانيزاوا                | ديكو أكاو              | رين تيراوكا                 | 1 أغسطس 2021              |
| 6           | «شيطان قرمزي، ملكة الثلج»                                                             | 紅蓮の悪魔、氷の女王 Guren no Akuma, Kōri no Joō | فوميو إتوه                   | هيروأكي ناغاشيما       | فوميو إتوه                  | 8 أغسطس 2021              |
| 7           | «يومًا ما، سأتذكر هذا اليوم»                                                           | いつか、この日を思い出す Itsuka, Kono Hi o Omoidasu | شين-إيتشي فُكُموتو             | نانتو تيرانيشي         | ناماكو أومينو               | 15 أغسطس 2021             |
| 8           | «ثم مرة أخرى، ذهبنا في رحلة»                                                          | そうしてもう一度、旅にでる Sōshite Mō Ichido, Tabi ni Deru                                                                                                   | ريوهيه إيندو                 | نانتو تيرانيشي         | ناماكو أومينو               | 22 أغسطس 2021             |
| 9           | «سبيس»                                                                                | SPES | فوميو إتوه                   | ديكو أكاو              | ناماكو أومينو               | 29 أغسطس 2021             |
| 10          | «لذلك لا يمكن أن اكون محقق»                                                           | だから俺は、探偵にはなれない Dakara Ore wa, Tantei ni wa Narenai                                                                                             | رين تيراوكا                  | هيروأكي ناغاشيما       | رين تيراوكا                 | 5 سبتمبر 2021             |
| 11          | «ضوء وسط الأمل»                                                                       | 希望の中の光 Kibō no Naka no Hikari | يوكي كانيزاوا                | هيروأكي ناغاشيما       | هيروشي كوغيميا              | 12 سبتمبر 2021            |
| 12 (أخيرة)  | «تلك السنوات الثلاثة المشوشة التي قضيتها معك»                                         | 君と過ごした、あの目も眩むような三年間は Kimi to Sugoshita, Ano Me mo Kuramu Yō na San Nenkan wa                                                             | مارينا ماكي                  | ديكو أكاو              | توشيهيكو ماسودا             | 19 سبتمبر 2021            |

## ردود أفعال
حصلت الرواية على المركز #15 في جائزة إم إف بونكو جاي [الإنجليزية] عام 2019.

## طالع أيضًا
- نقطة تفرد غودزيلا
- فيفي: اغنية عين الفلوريت
- 86 (رواية خفيفة)
- أعظم مغتال في العالم يتجسد كنبيل في عالم اخر
- جوران: أميرة الثلج والدم
- معركة بعد 5 ثواني من اللقاء
- الأنمي في 2020

## روابط خارجية
- الموقع الرسمي للرواية الخفيفة (باليابانية).
- الموقع الرسمي للأنمي (باليابانية).
- المحقق ميت فعلاً (رواية خفيفة) في شبكة أخبار الأنمي